# 阮淦
阮 淦（グエン・キム、Nguyễn Kim、光順9年（1468年） - 元和13年5月20日（1545年6月28日））は、後黎朝大越の権臣。

## 生涯
澄国公阮文溜と澄国夫人枚氏の長男として生まれる。統元6年（1527年）、莫登庸が恭皇を退位させて帝位を簒奪する（莫朝）と、阮淦は哀牢に逃げ込んだ。明徳3年（1529年）、哀牢王乍斗の援助を受けて、岑州（現在のサムヌア）を拠点に黎朝の勢力を回復させた。大正3年（1532年）12月、昭宗の子の黎寧を迎えて皇帝に擁立（荘宗）し、黎朝を復活させた。荘宗から尚父太師興国公に封じられて、黎朝の実権を掌握した。また将軍の鄭検の才能を見込んで婿とした。元和10年（1542年）に莫朝に侵攻して、西都清華と乂安の地を奪回した。
元和13年（1545年）、莫朝からの降将の楊執一に毒入りの瓜を食べさせられて殺害された。死後、荘宗より昭勲靖公と忠憲の諡を贈られた。光興17年（1594年）3月に世宗によって恵哲顕祐宏休済世偉績昭勲靖王と改諡され、阮淦の八世孫の阮福濶が王を称した景興5年4月12日（1744年5月23日）に貽謀垂裕欽恭恵哲顕祐宏休済世偉績昭勲靖王と改められた。
阮福濶の孫の阮福映が阮朝を建てると、嘉隆5年6月8日（1806年7月23日）に肇祖の廟号と貽謀垂裕欽恭恵哲顕祐宏休済世啓運仁聖靖皇帝の諡号を追尊し、肇廟を建てた。

## 子女

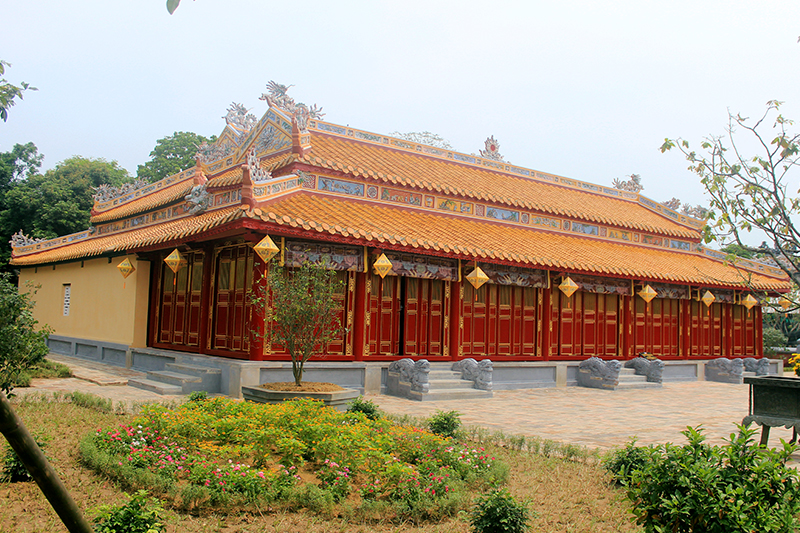
阮淦を祀る肇廟（フエ）

### 子
- 朗郡公 阮汪（中国語版）
- 勤義公 阮潢

### 女
- 阮氏玉宝（中国語版） - 鄭検に嫁いだ。